# 마컴강
마크햄강(Markham River)은 파푸아뉴기니 동부에 있는 강이다. 피니스테레산맥에서 발원하여 라에의 후온만으로 흘러드는 180 km 길이의 강이다.

## 유로
마크햄강은 파푸아뉴기니 동부의 주요 강이다. 이 강의 수원지(우미강과 비티아강)는 피니스테레산맥에서 발원한다. 합류점에서 강은 가파른 산을 통해 남동쪽으로 빠르게 흐르며 후온만으로 흘러든다. 넓이(0.5–2 km)는 넓지만 수심이 얕은 강바닥은 거대한 중앙 함몰부인 마크햄 계곡을 통해 일련의 망상하천을 형성한다. 인구가 희박한 평탄한 계곡에는 하류에 상당한 농업용 토지(카카오와 땅콩 농장, 소 방목)가 포함되어 있다. 하류 70 km는 항해 가능하다. 가장 큰 지류는 불롤로 계곡에서 발원하는 와투트강이다.
이 강은 1873년 존 모스비 영국 왕립 해군 대령이 당시 왕립지리학회 비서였던 클레멘츠 마크햄 경을 기리기 위해 명명했다. 길이 1690피트의 단일 차선 강철 교량이 1955년 1월에 개통되었는데, 당시까지 파푸아에서 건설된 교량 중 가장 긴 교량이었다.

## 수문학
마크햄 계곡의 중앙 부분은 건조(강우량 1,000–1,500 mm)한 반면, 산악 주변 지역과 계곡의 남부 지역은 더 많은 강우량(연간 최대 4,200 mm)을 받는다. 전체 유역은 연간 평균 2,100 mm의 강우량을 받는다. 이 지역은 쾨펜의 기후 구분에 따라 Cwa와 Af로 분류된다. 이 강은 연간 9–12백만 톤에 달하는 엄청난 양의 퇴적물을 운반한다.

## 지류
하구에서 주요 지류:
| 왼쪽 지류    | 오른쪽 지류 | 길이 (km) | 유역 크기 (km2) | 평균 유량 (m3/s) |
| ------------ | ----------- | --------- | --------------- | ---------------- |
| 마크햄강     | 마크햄강    | 300       | 12,766          | 546              |
|              |             |           |                 |                  |
|              | 왐피트강    |           | 554.4           | 30.7             |
| 에랍강       |             |           | 478.3           | 21.8             |
| 루무강       |             | 377       | 16.6            |                  |
|              | 와투트강    |           | 5,405           | 221.6            |
| 레론강       |             |           | 1,111.6         | 60.1             |
|              | 와파강      |           | 1,199.1         | 50.2             |
| 고람- 밤팜강 |             |           | 327.3           | 16.2             |
| 무칭강       |             | 190       | 10.6            |                  |
|              | 완톤강      |           | 362.4           | 15.3             |
| 비티아강     |             | 401.7     | 19.6            |                  |
| 우미강       |             | 120       | 709.8           | 42.3             |

## 같이 보기
- 파푸아뉴기니의 강 목록
- 오세아니아의 강 목록